# Hofs (Leutkirch im Allgäu)
Hofs ist ein Stadtteil der Großen Kreisstadt Leutkirch im Allgäu im Landkreis Ravensburg.

## Geographie

### Lage
Die Ortschaft mit einer Gemarkungsfläche von 1602 ha liegt am östlichen Rand der Großen Kreisstadt Leutkirch im Allgäu in Ravensburg. Mehr als die Hälfte der Gemarkungsgrenze ist identisch mit der Landesgrenze zu Bayern. Sie erst reckt sich von Rotis im Norden bis nach Grund im Süden. Dazwischen liegen im Achtal die Hauptorte Hofs und Ausnang, umgeben von den Weilern Bimmlings, Beyschlechts, Bergs, Reischach, Dietmanns, Raggen und Ellmeney.

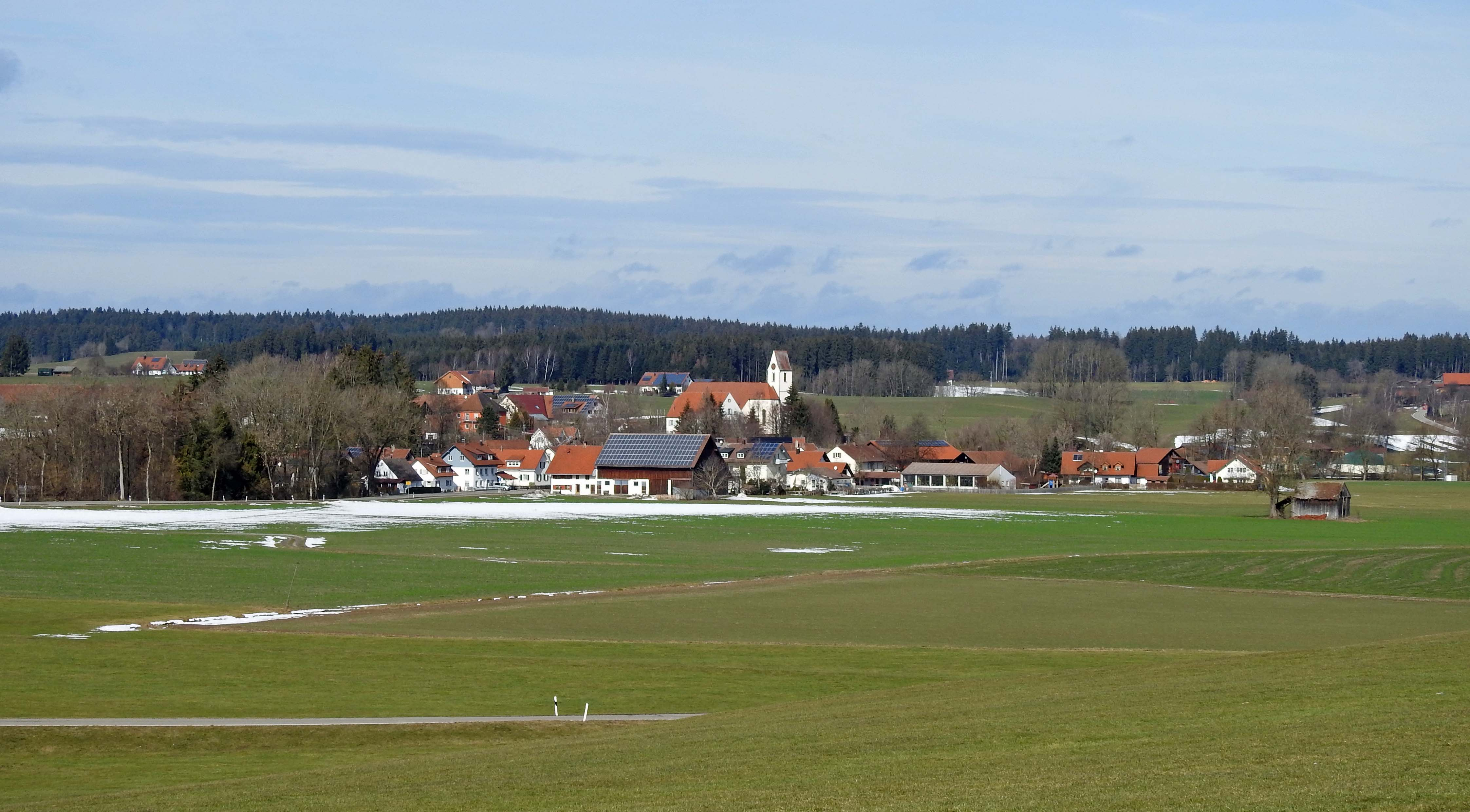
Hofs von Südosten
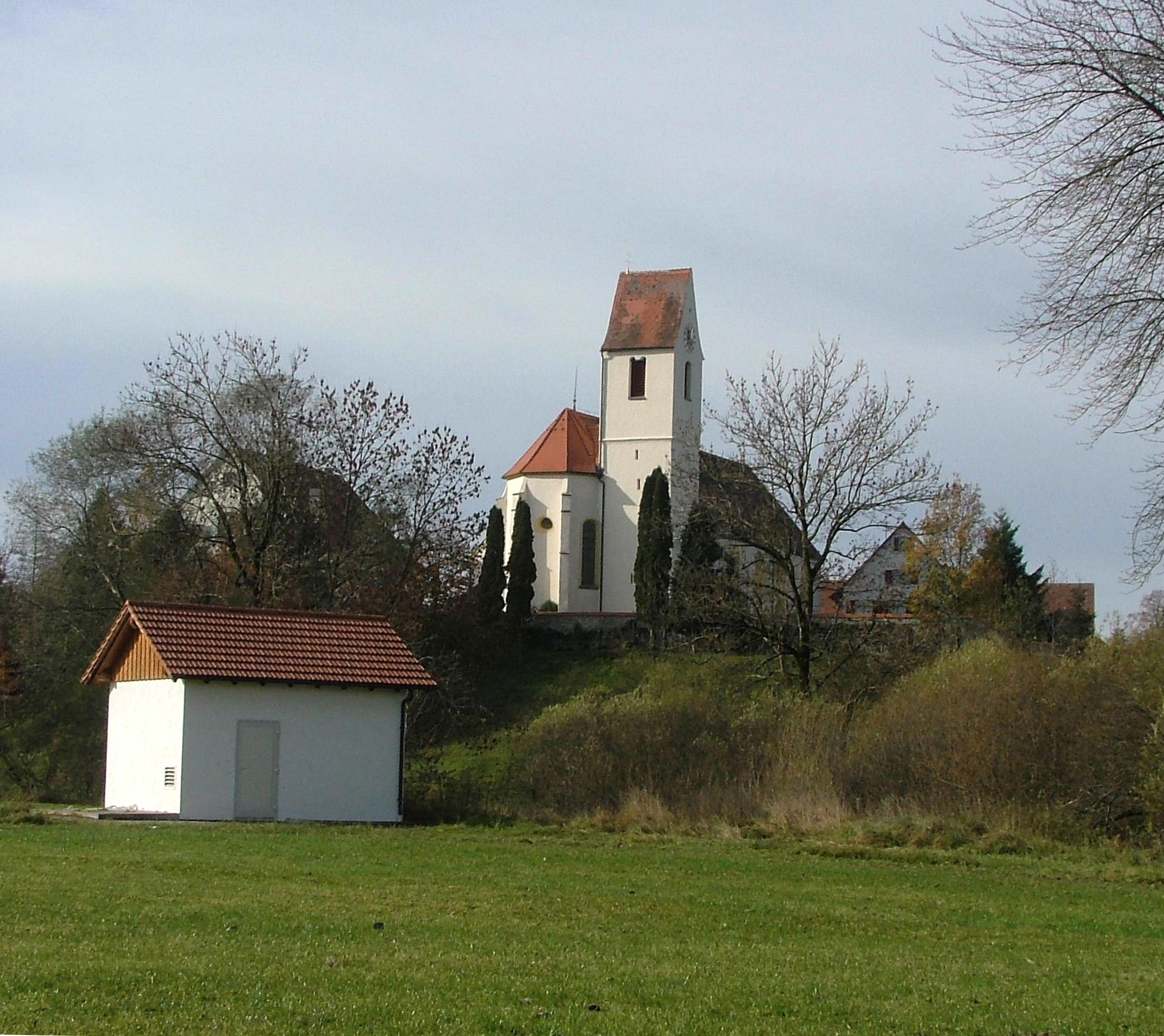
Hofs Kirche mit Berg
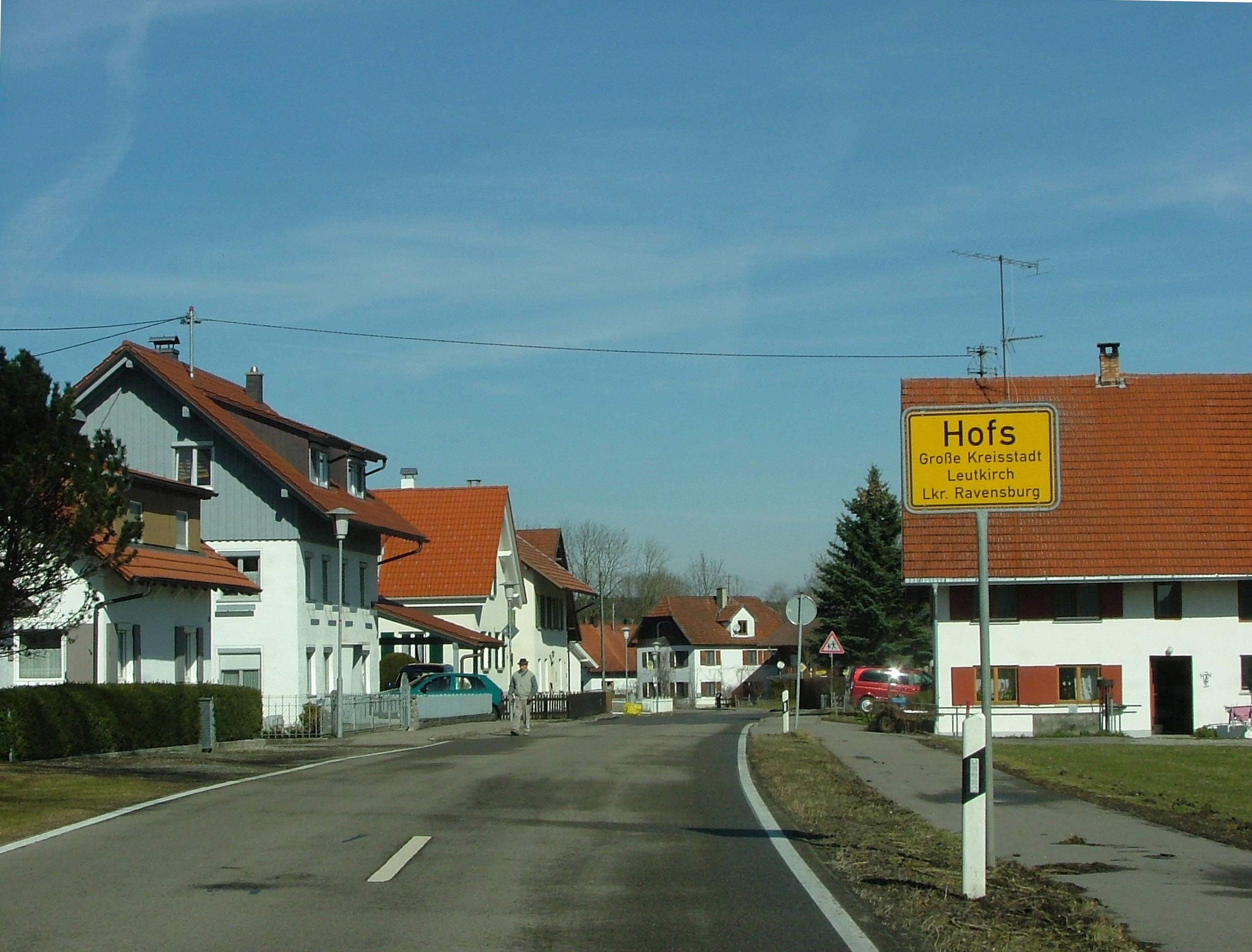
Hofs Ortseinfahrt
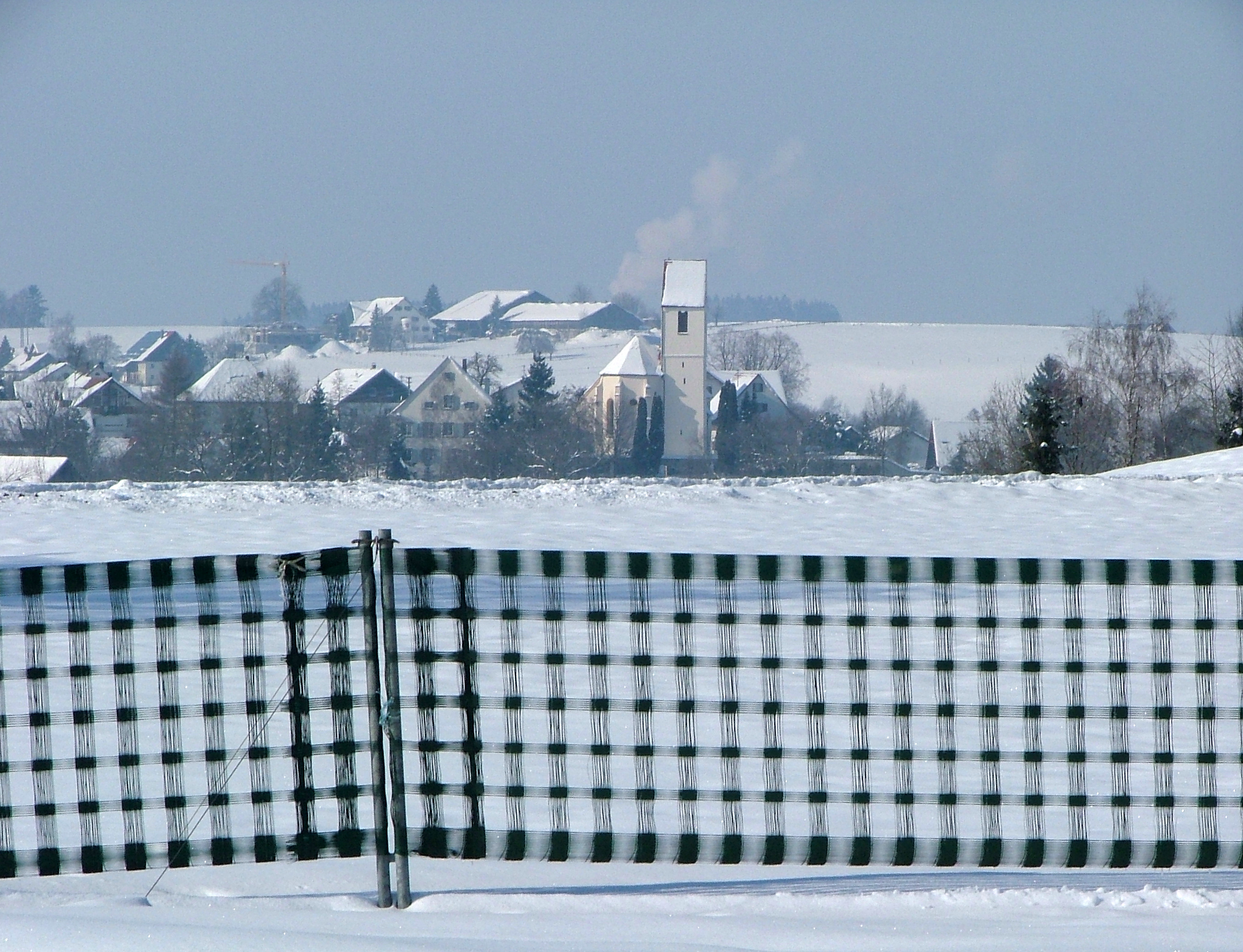
Hofs im Winter
- Baden-Württemberg Gemarkungskarte

### Nachbargemeinden
Folgende Städte und Gemeinden grenzen im Uhrzeigersinn, beginnend im Osten, an die Gemeinde Hofs: Legau und Lautrach (Landkreis Unterallgäu) Altusried (Landkreis Oberallgäu) und der Gemeinde Wuchzenhofen als Teilort von Leutkirch im Allgäu (Landkreis Ravensburg).

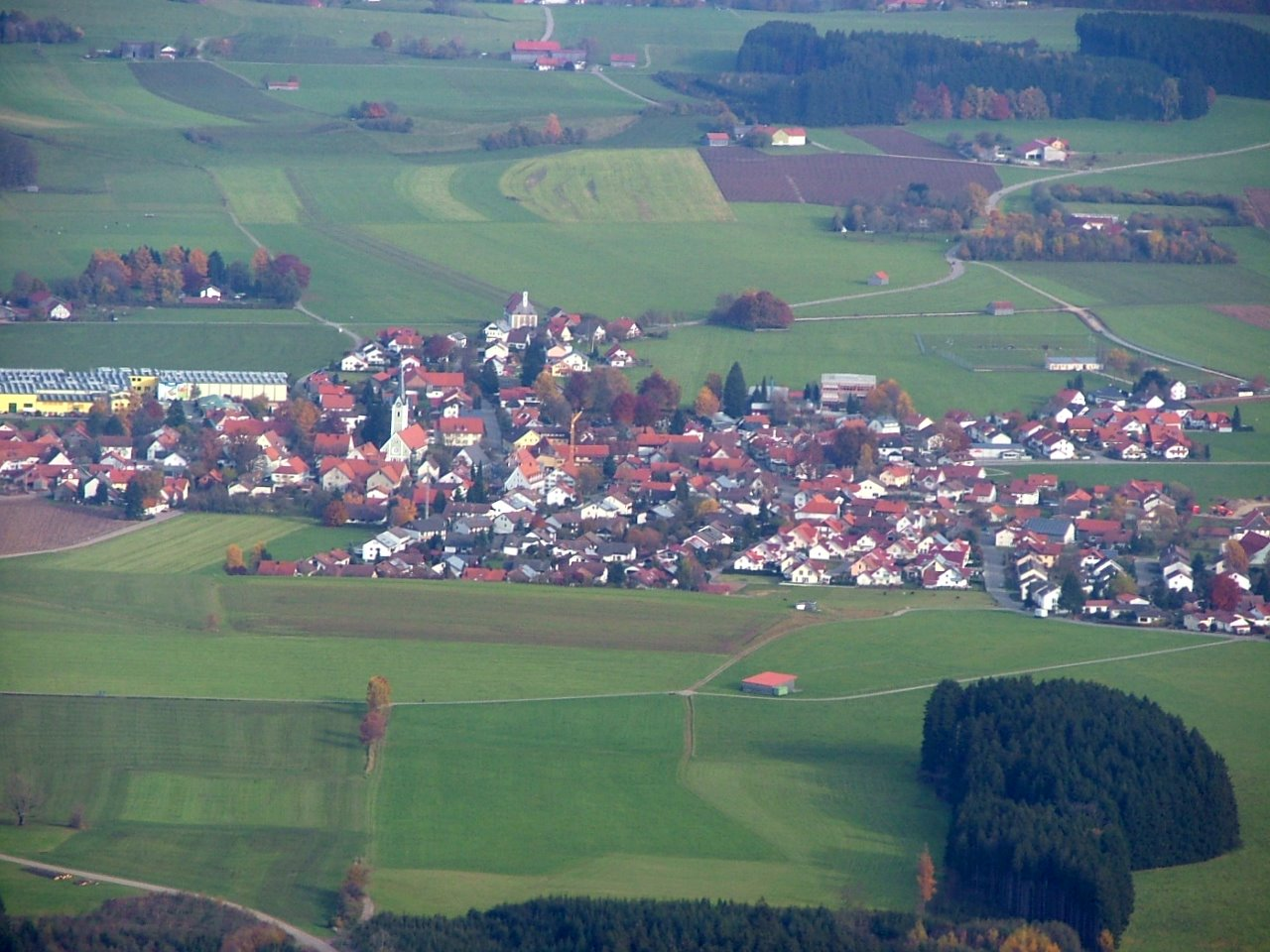
Legau
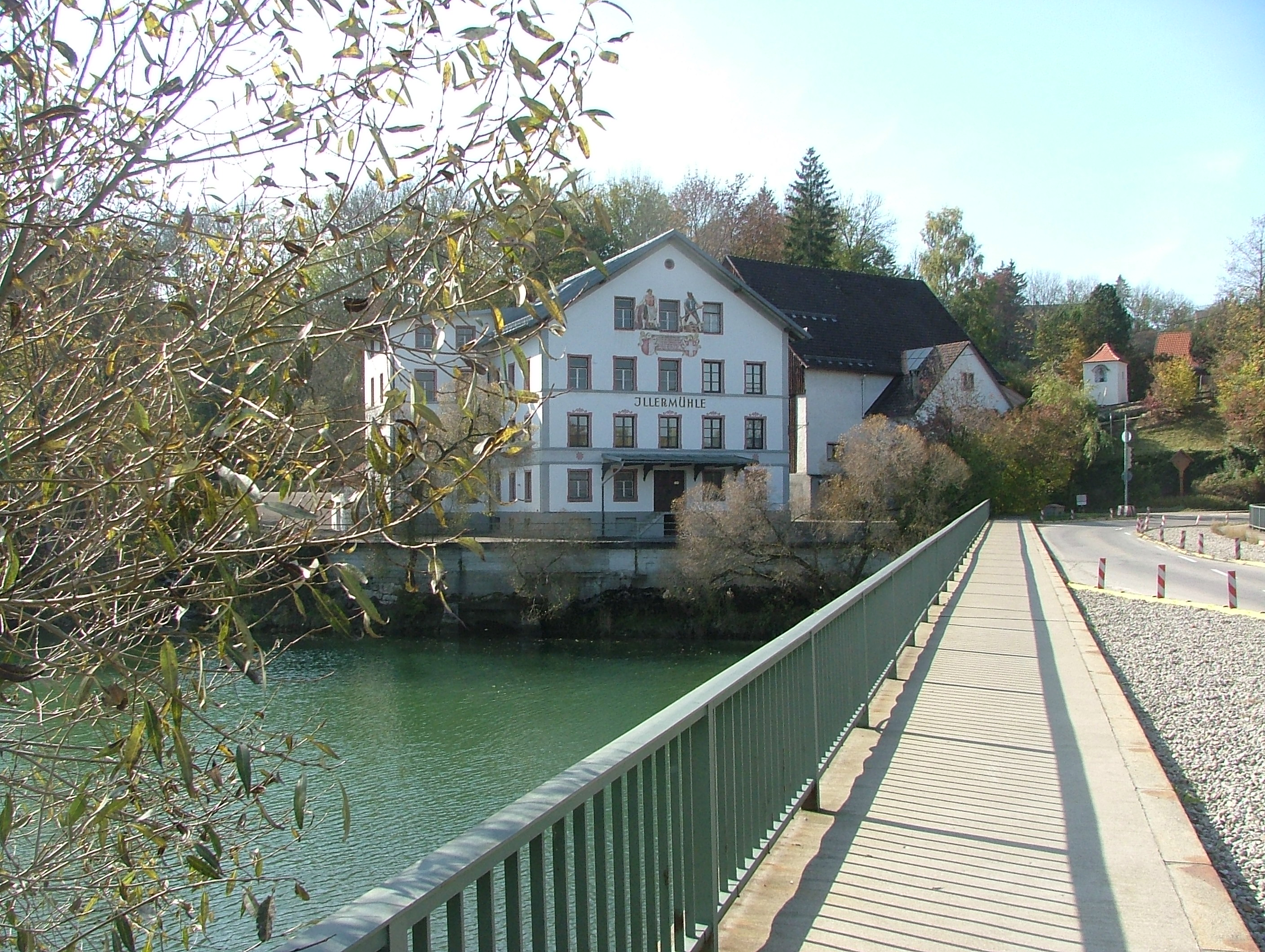
Lautrach
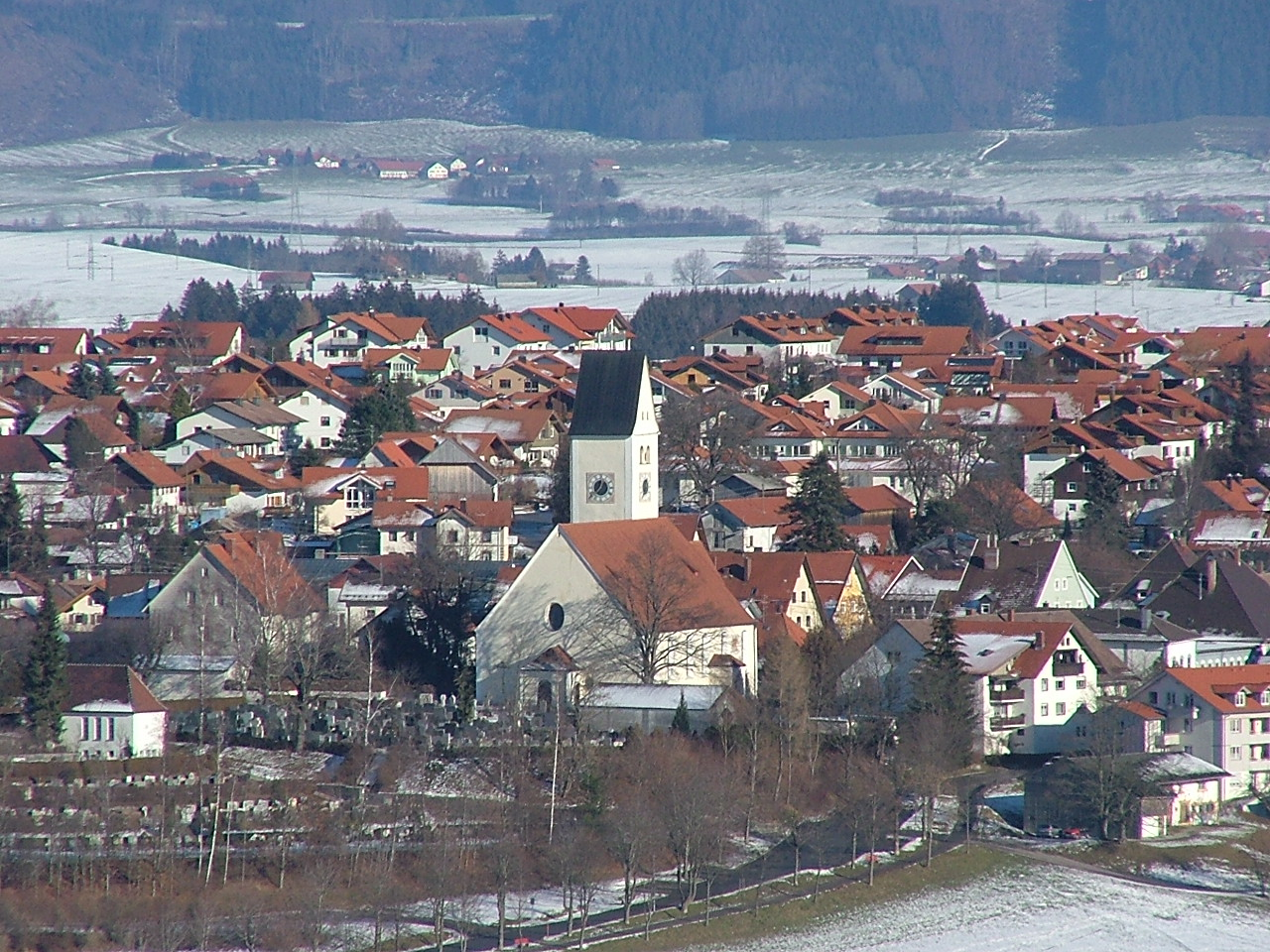
Altusried
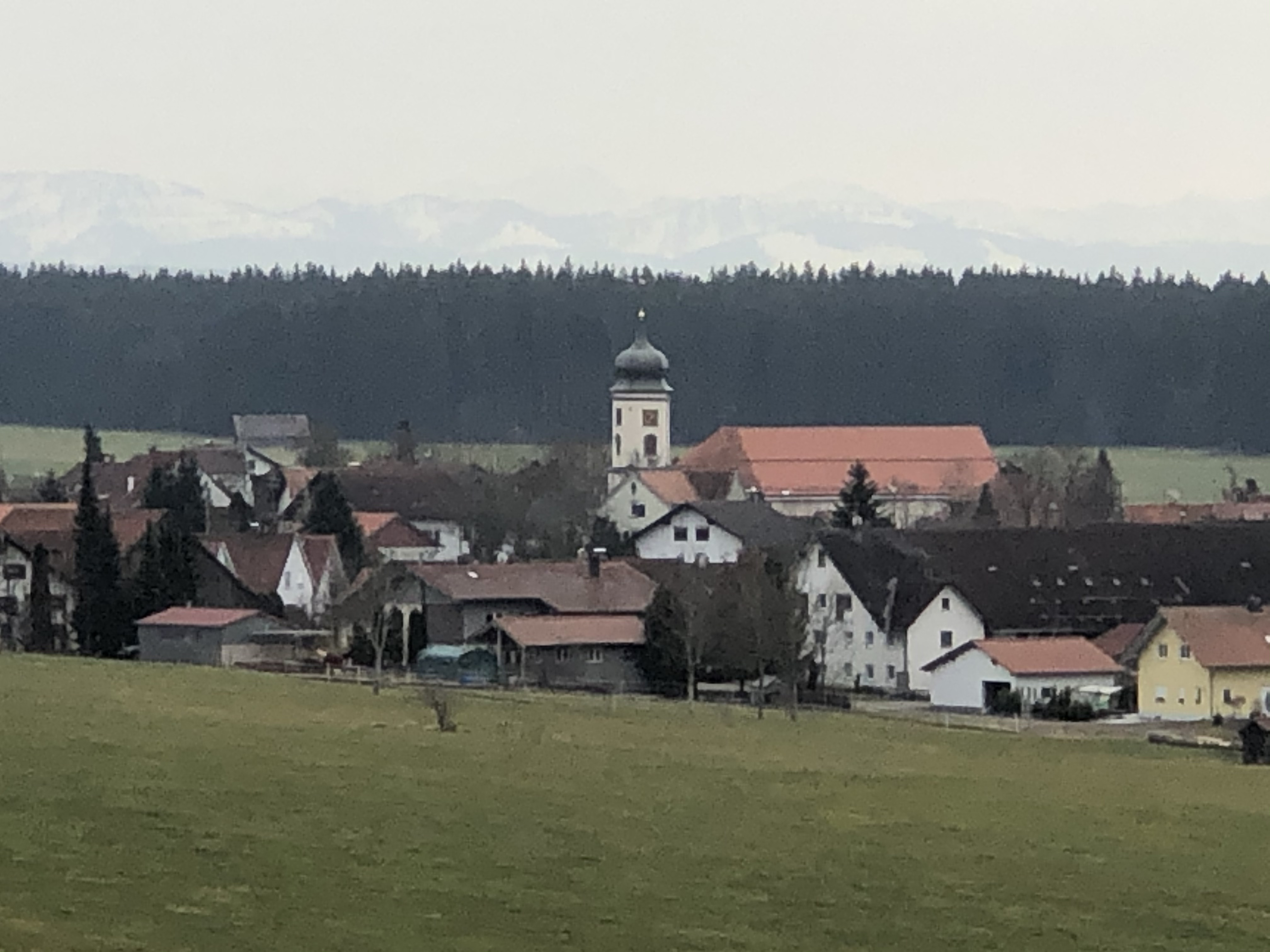
Wuchzenhofen
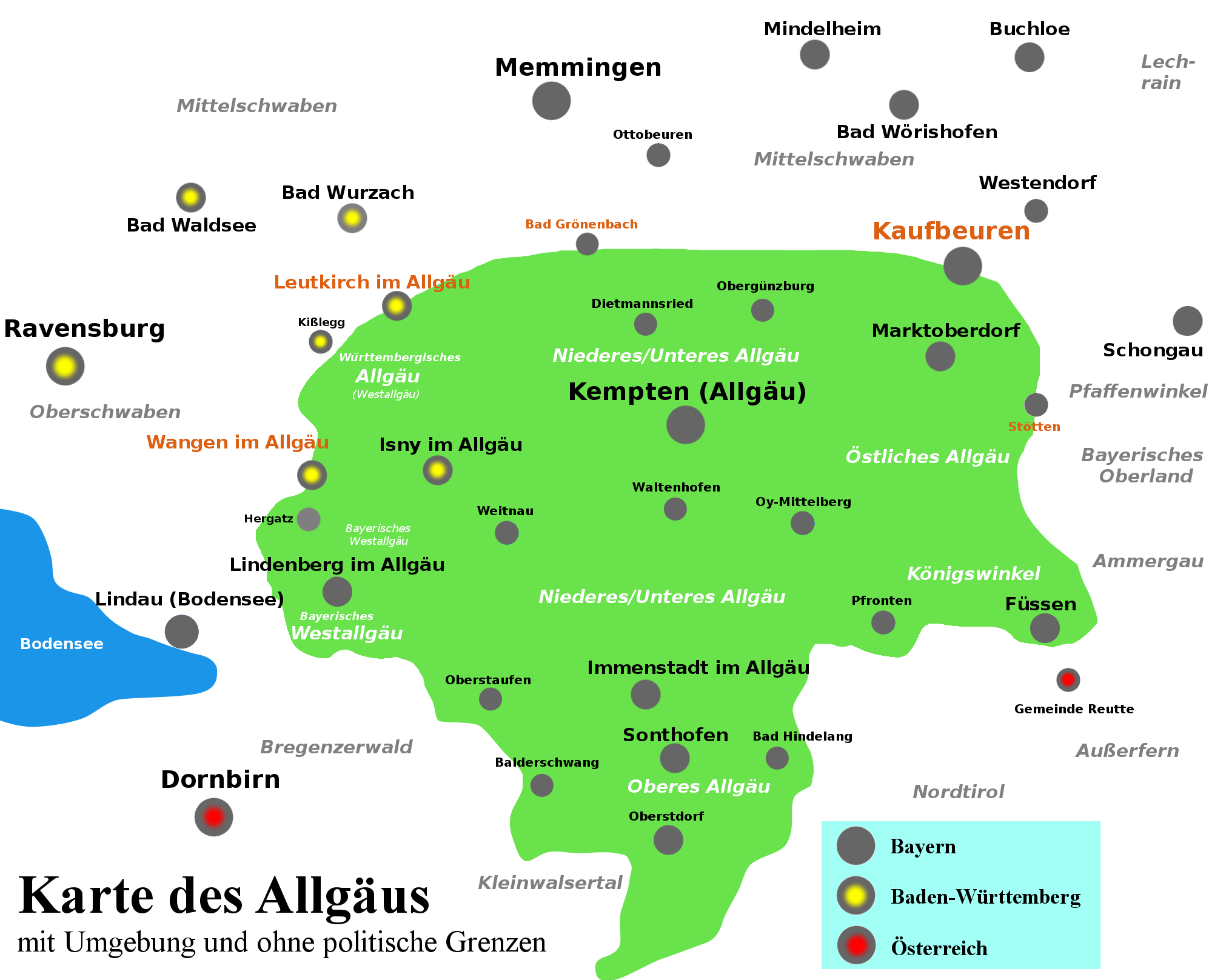
Karte Allgäu

### Gemeindegliederung
Die Gemeinde Hofs untergliedert sich in die Hauptorte Hofs und Ausnang sowie mehrere Weiler und Wohnplätze.

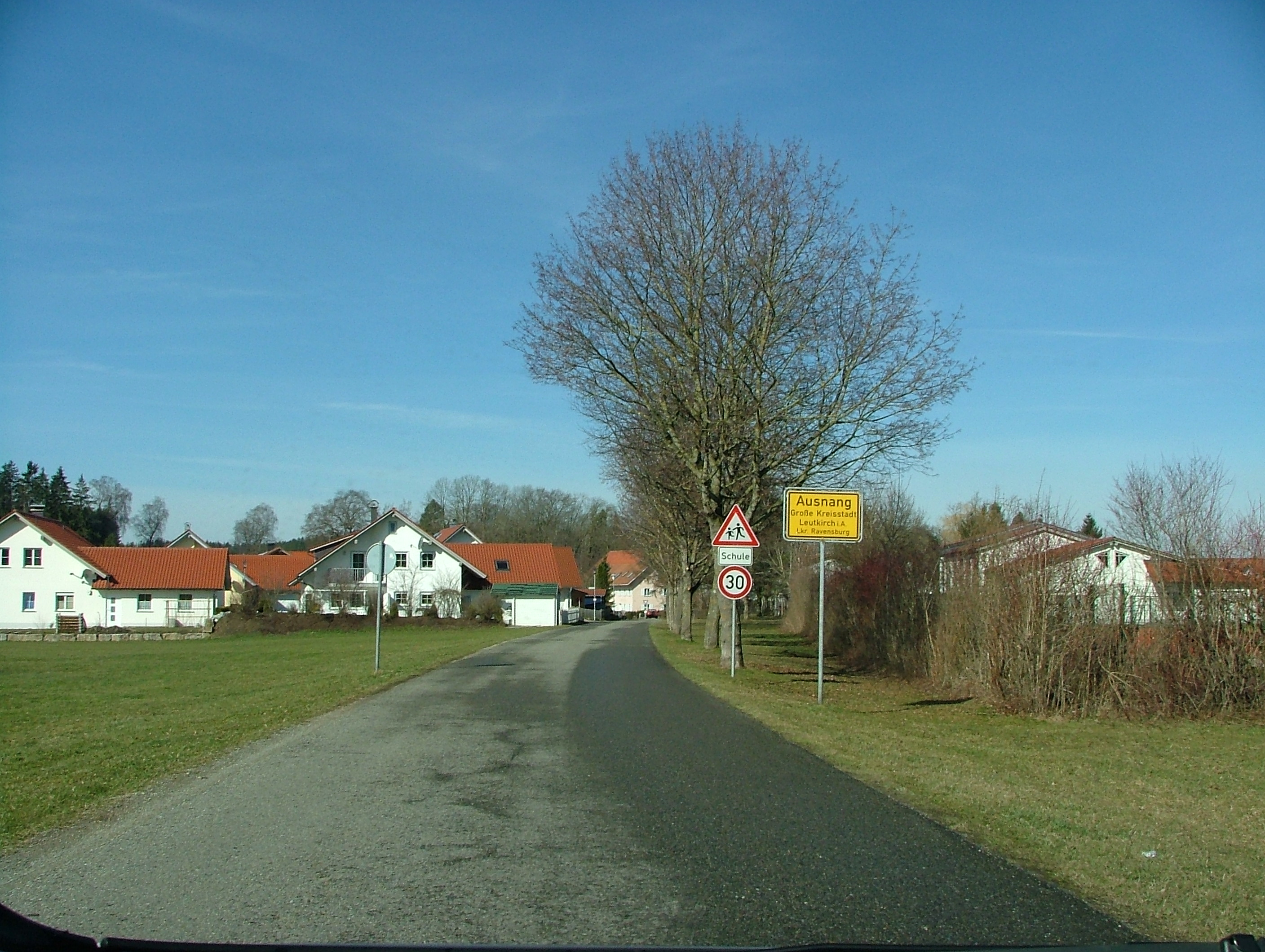
Ausnang Ortseinfahrt
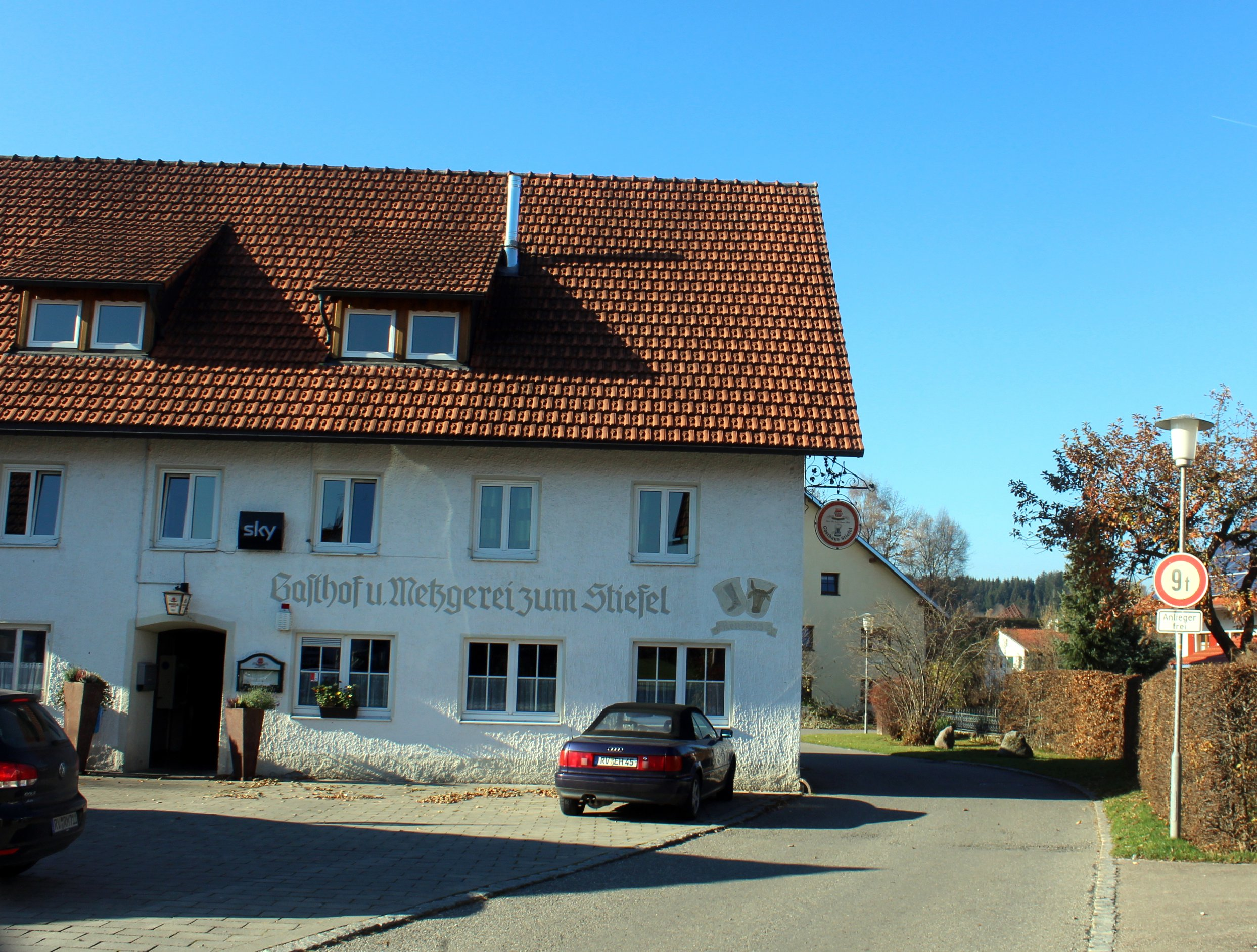
Ausnang Stiefel
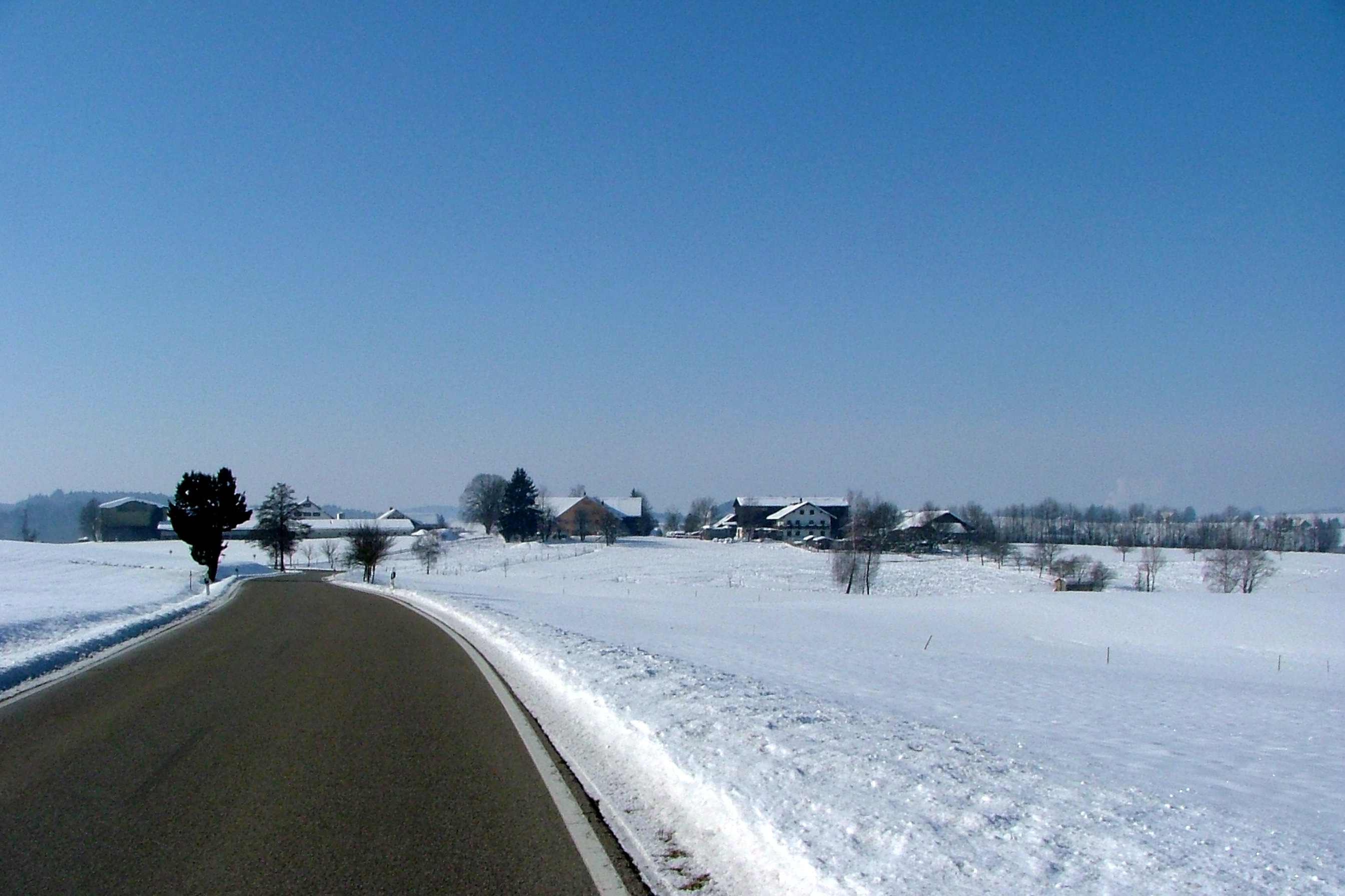
Nach Ausnang
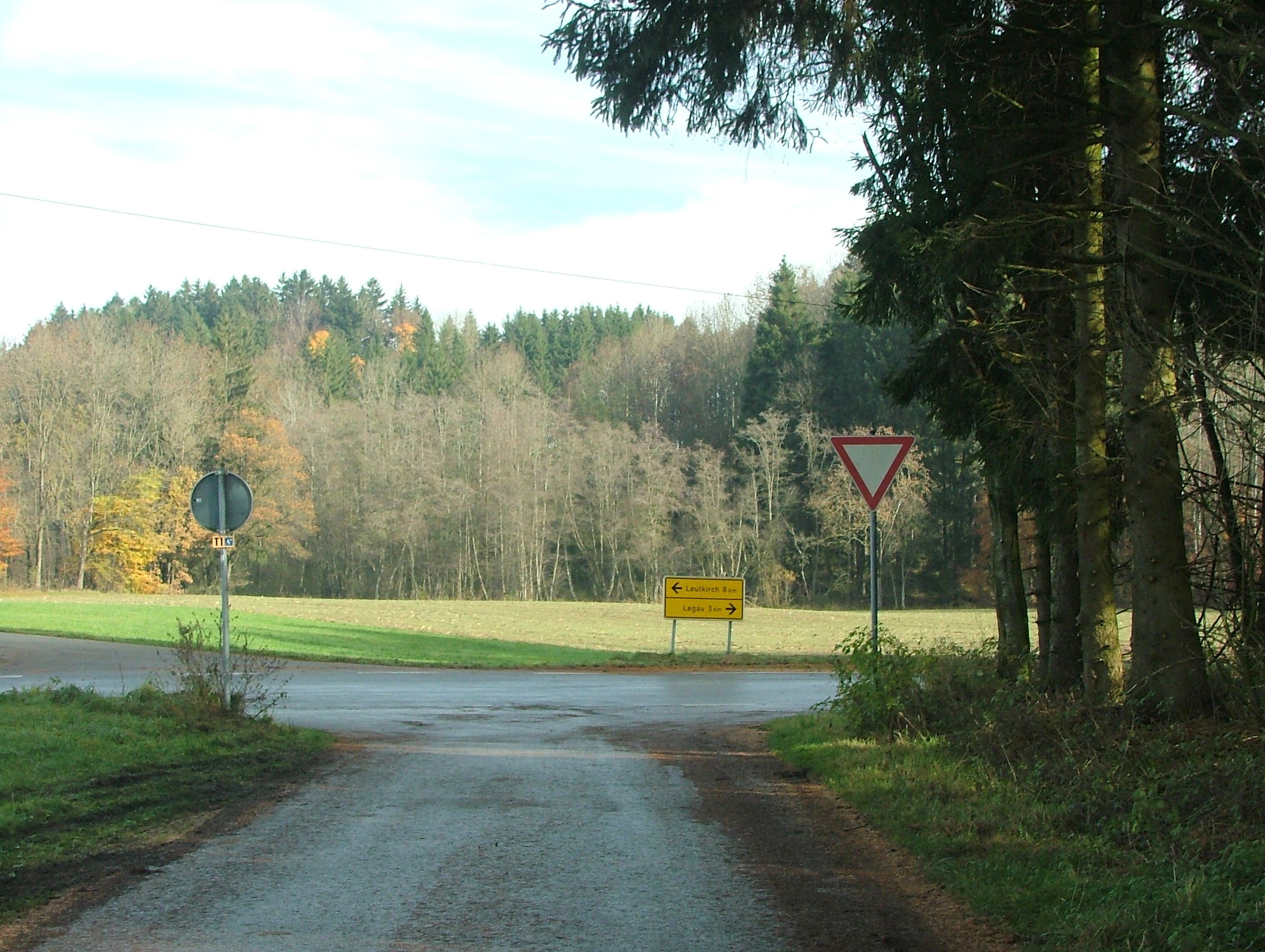
Rotis
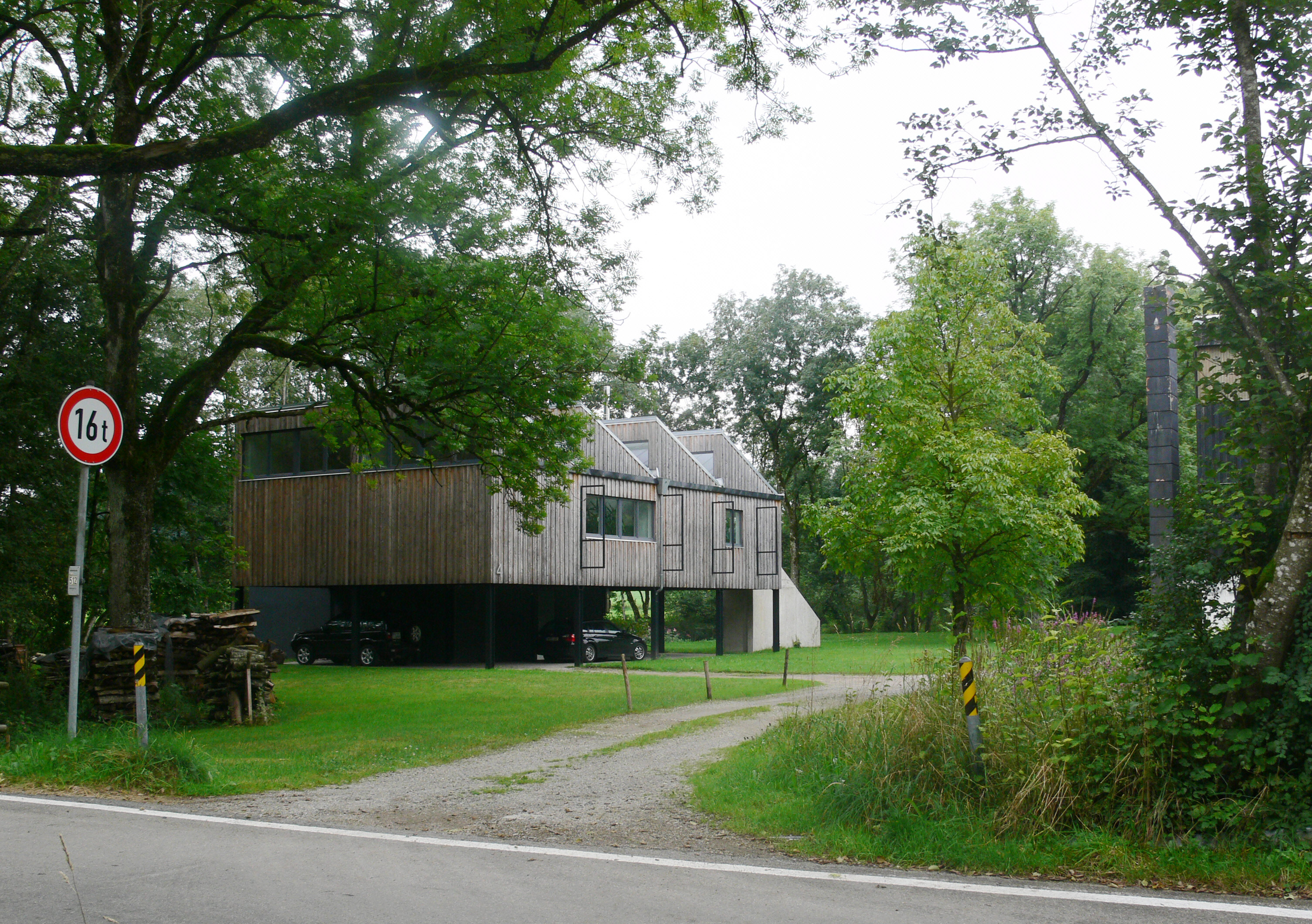
Rotis

#### Weitere Wohnplätze
Innerhalb des Ortsteils gibt es auf der Gemarkung noch die weiteren Weiler und Wohnplätze: Alexanderhof, Alpenblick, Bergs, Beyschlechts, Bimmlings, Bremerwies, Brühlhof, Bruggen, Dinghof, Dietmanns, Dietrichshof, Dornhof, Eisbäuerleshof, Ellmeney, Freihalden, Fuchsen, Gallenhöfle, Gegenbauerhof, Grund, Höll, Jockenbauernhof, Klotzbauernhof, Krattenmacherhof, Lochbühl, Martinshof, Mooswiesen, Muschhof, Quickenhof, Raggen, Reischach, Rotis, St. Leonhard, Sonnenhalde, Tobelhof, Vogelsang, Vorderreischach, Waldhörnle, Waldhof und Wiesental.

## Geschichte

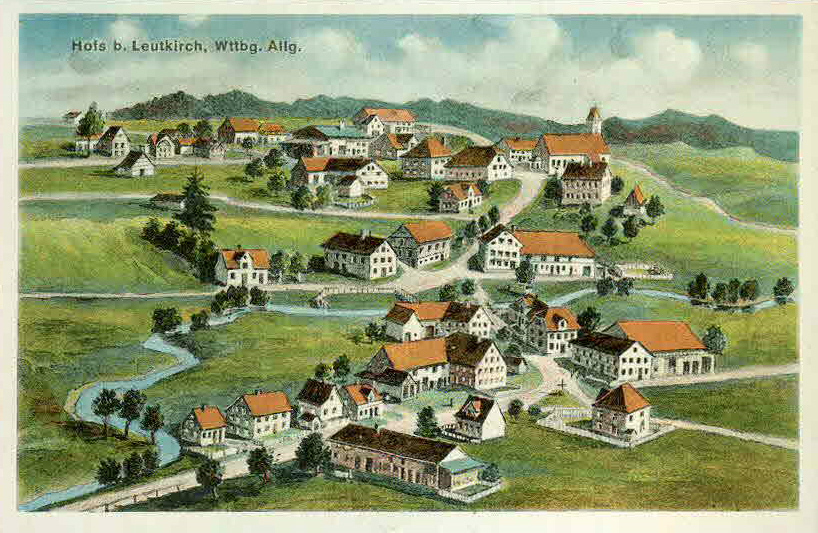
Felle Hofs

In einer ersten Urkunde erscheint Hofs, anlässlich eines Verkaufs aus dem Jahre 1359. Otto von Waldburg veräußert die Ortschaft an die Reichsabtei Weingarten.
Im Jahre 1802 wurde das Kloster mitsamt der Ortschaft Hofs Eigentum von Nassau-Oranien, 1804 Österreichisch, kam es 1806 zum Königreich Bayern und 1810 zum Königreich Württemberg. Im Jahre 1938 wurde die Gemeinde Bestandteil des Landkreises Wangen. Der Ort liegt im Osten der Stadt Leutkirch. 
Die größte Ansiedlung ist Ausnang, das erstmals im Jahre 797 als "Asinwanga" urkundlich erwähnt wurde. Über die Hälfte der Gemarkungsgrenze von Hofs ist identisch mit der Landesgrenze zu Bayern. Hofs hat ein Rathaus, Kindergarten und Gemeindehaus. Im nur fünfhundert Meter südlich von Hofs gelegenen Ausnang befindet sich die Grundschule mit Turnhalle und Feuerwehrhaus. Der Gemeindesaal befindet sich im Gasthaus Adler. Die Filialkirche von Hofs ist den Heiligen Gallus und Magnus geweiht. Die kirchliche Gemeinde gehört zum Dekanat Allgäu-Oberschwaben in der Diözese Rottenburg-Stuttgart.
Am 1. Januar 1972 wurde Hofs in die Stadt Leutkirch eingegliedert.

## Persönlichkeiten

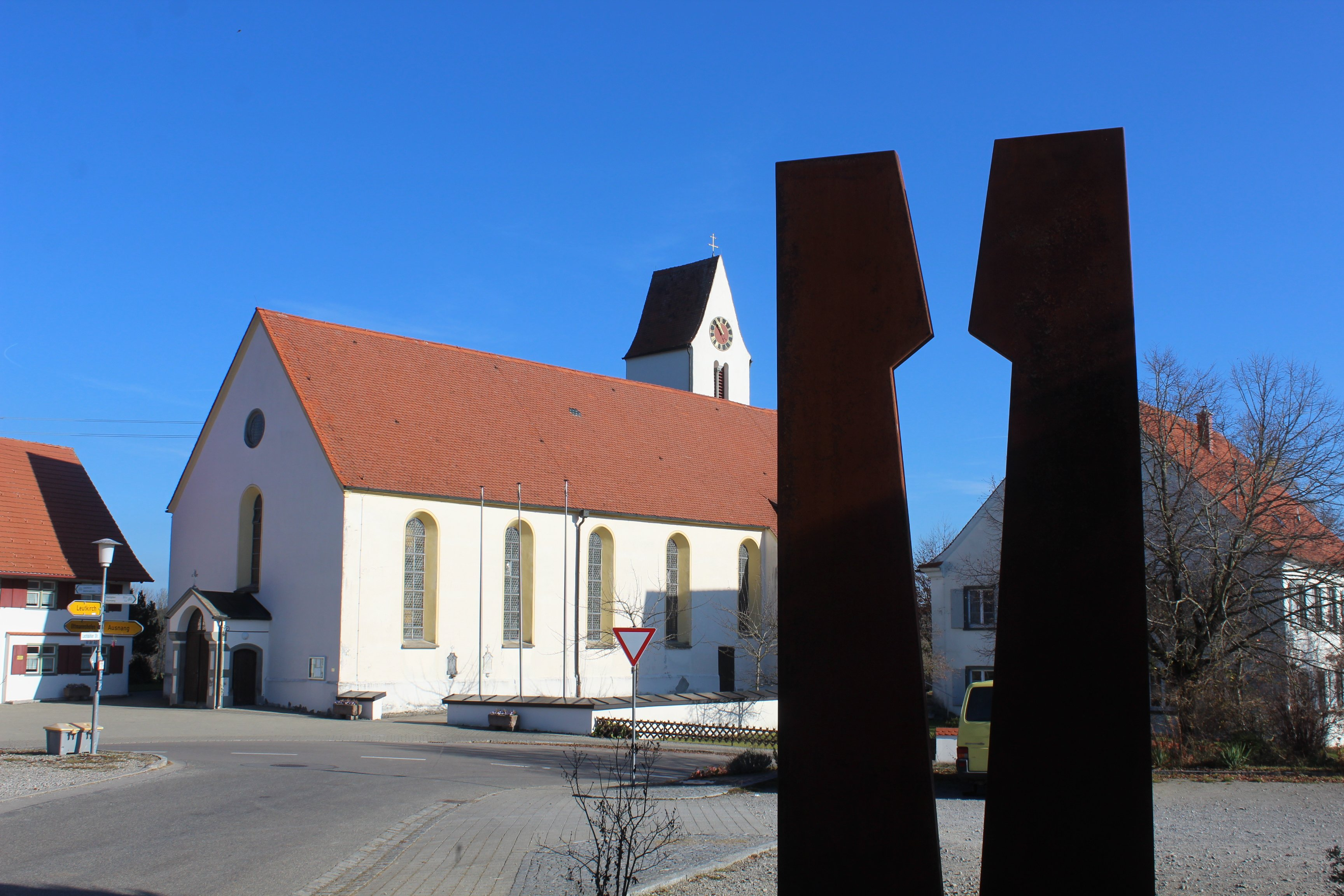
Eines der Kunstwerke von Erwin Roth. Die Skulptur in einer Fußgängerzone in Leutkirch im Allgäu.

### Otto „Otl“ Aicher
Otl Aicher ist ein bekannter Gestalter, der viele Piktogramme an den Olympischen Spielen 1972 gestaltet hat. Er ist am 13. Mai 1922 in Ulm geboren und zog 1972 nach den Olympischen Spielen 1972 nach Rotis in der Gemeinde Hofs. Otl Aicher starb am 1. September 1991 an den Folgen eines Verkehrsunfalls in Rotis.

### Inge Aicher-Scholl
Inge Aicher-Scholl war die Schwester von Sophie und Hans Scholl, sie war eine Autorin und Ehefrau von Otl Aicher sie heirateten 1952. Inge Scholl wurde am 11. August 1917 in Ingersheim bei Crailsheim geboren. 1930 zog die Familie nach Ludwigsburg, 1932 nach Ulm und später auch nach Rotis in der Gemeinde Hofs. Sie starb am 4. September 1998.

### Erwin Roth
Erwin Roth ist ein Ausnanger Kirchenmaler und Künstler.

## Vereine und Organisationen
- TSV Hofs 1966 e.V.[7]
- Musikkapelle Hofs e.V.
- Narrenzunft Hofs e.V.
- Feuerwehr Hofs
- Flötenspielkreis
- Frauenbund
- Kirchenchor[8]

## Sehenswürdigkeiten

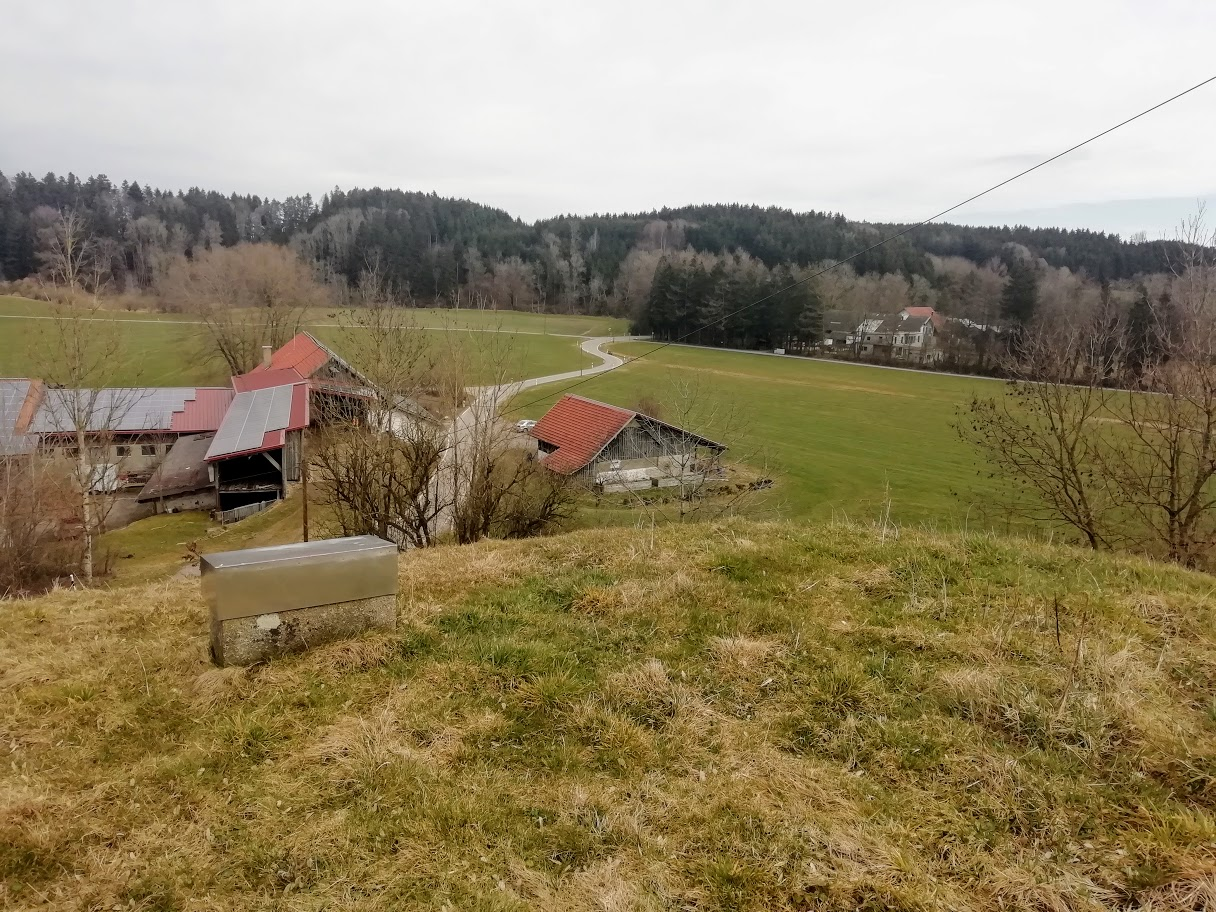
Burgstall Rotis

- Kirche St. Gallus und Magnus

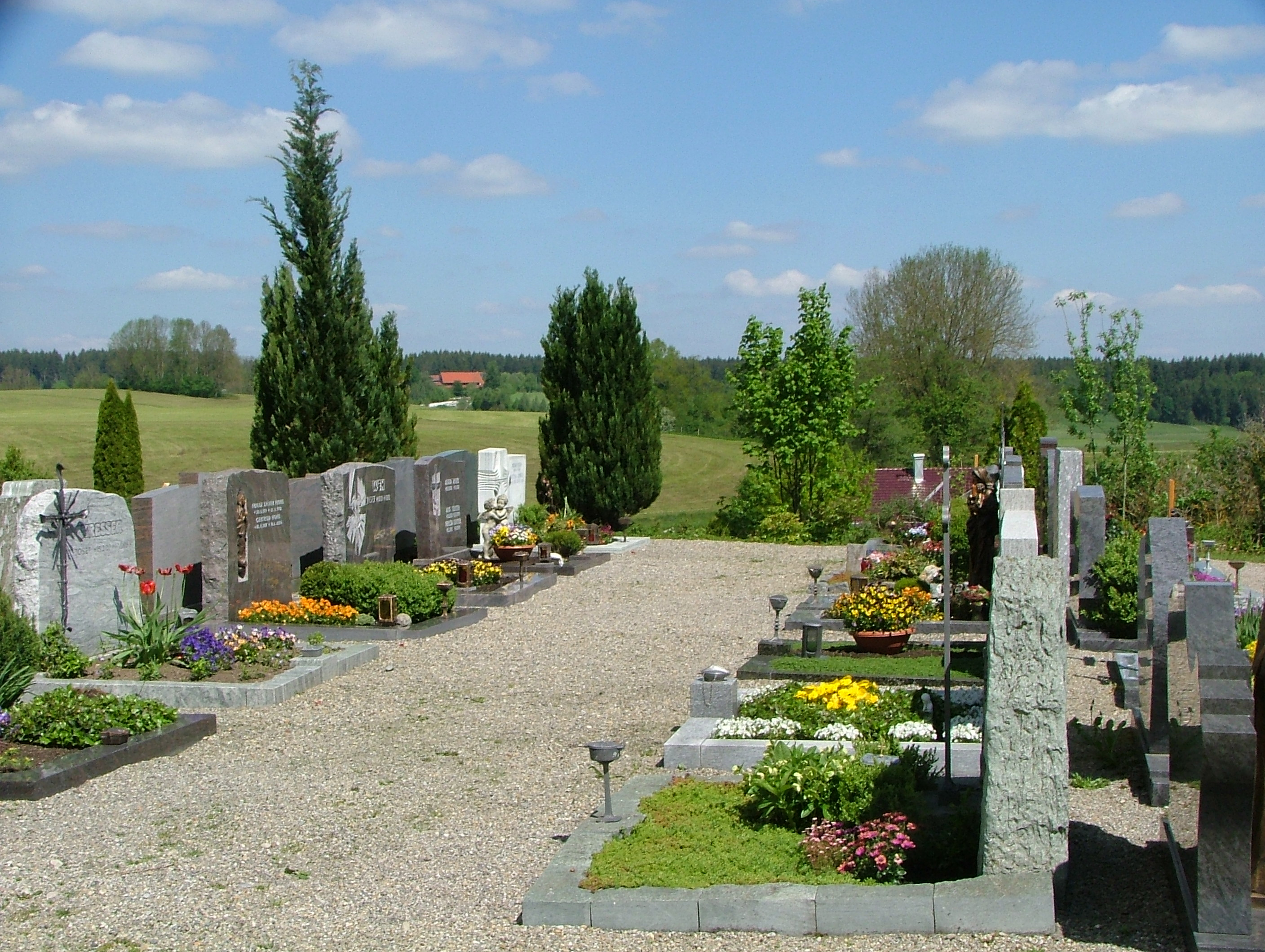
Friedhof Hofs
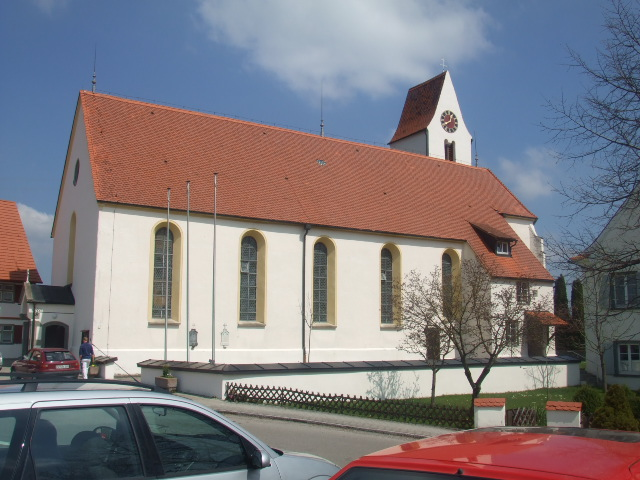
Hofs Pfarrkirche
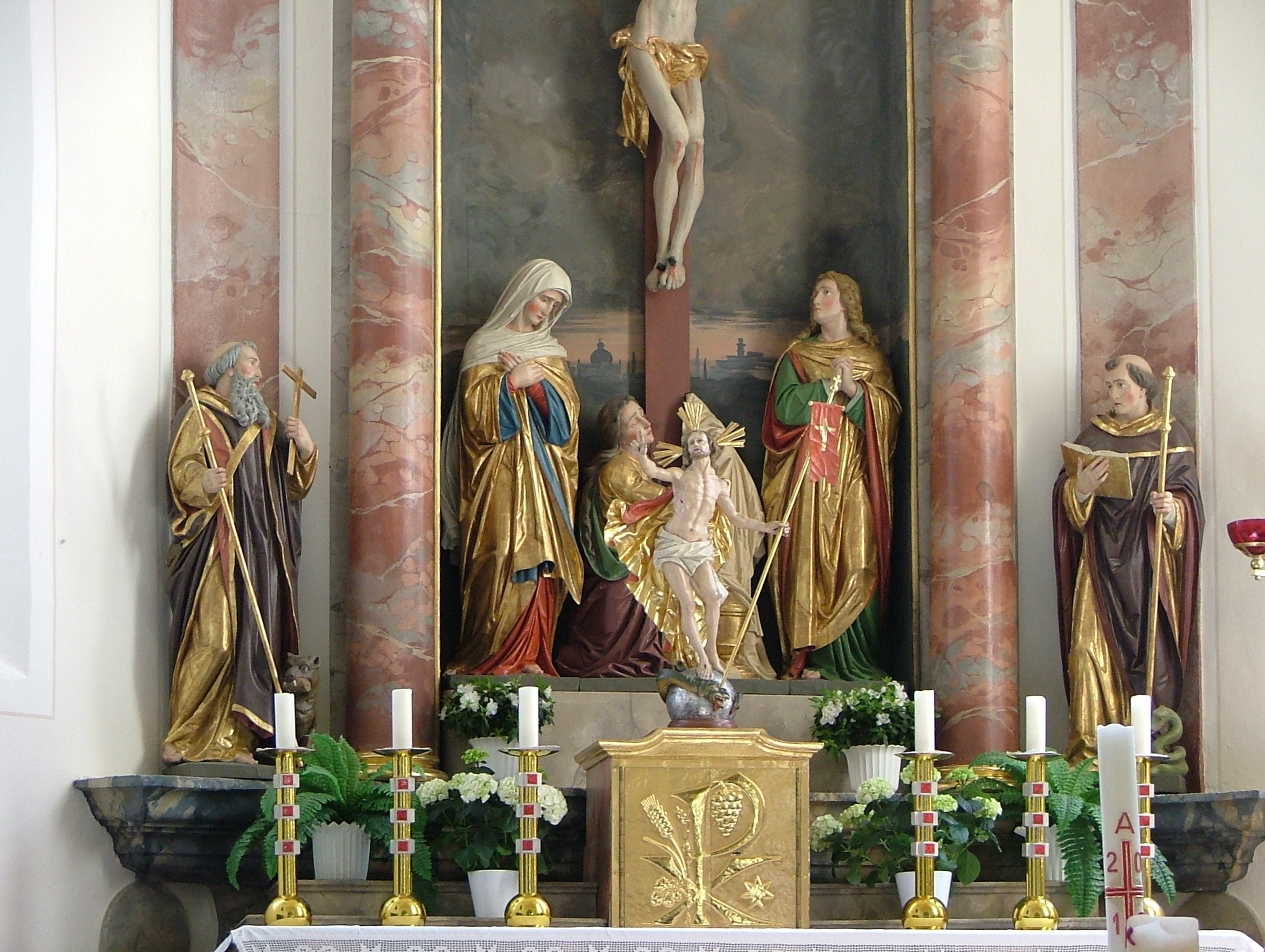
Altar Hofs
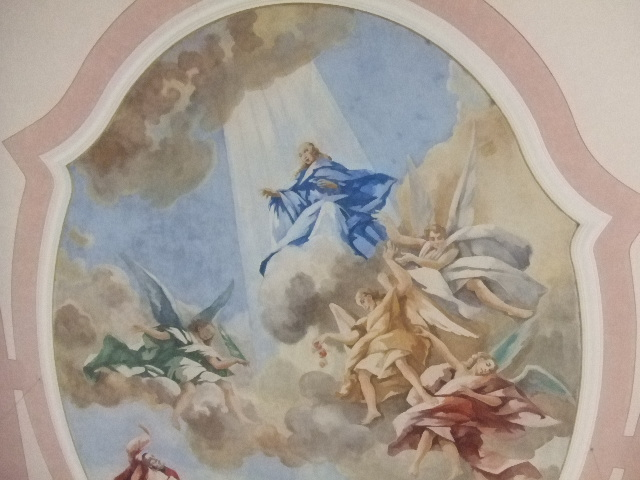
Kirche Decke
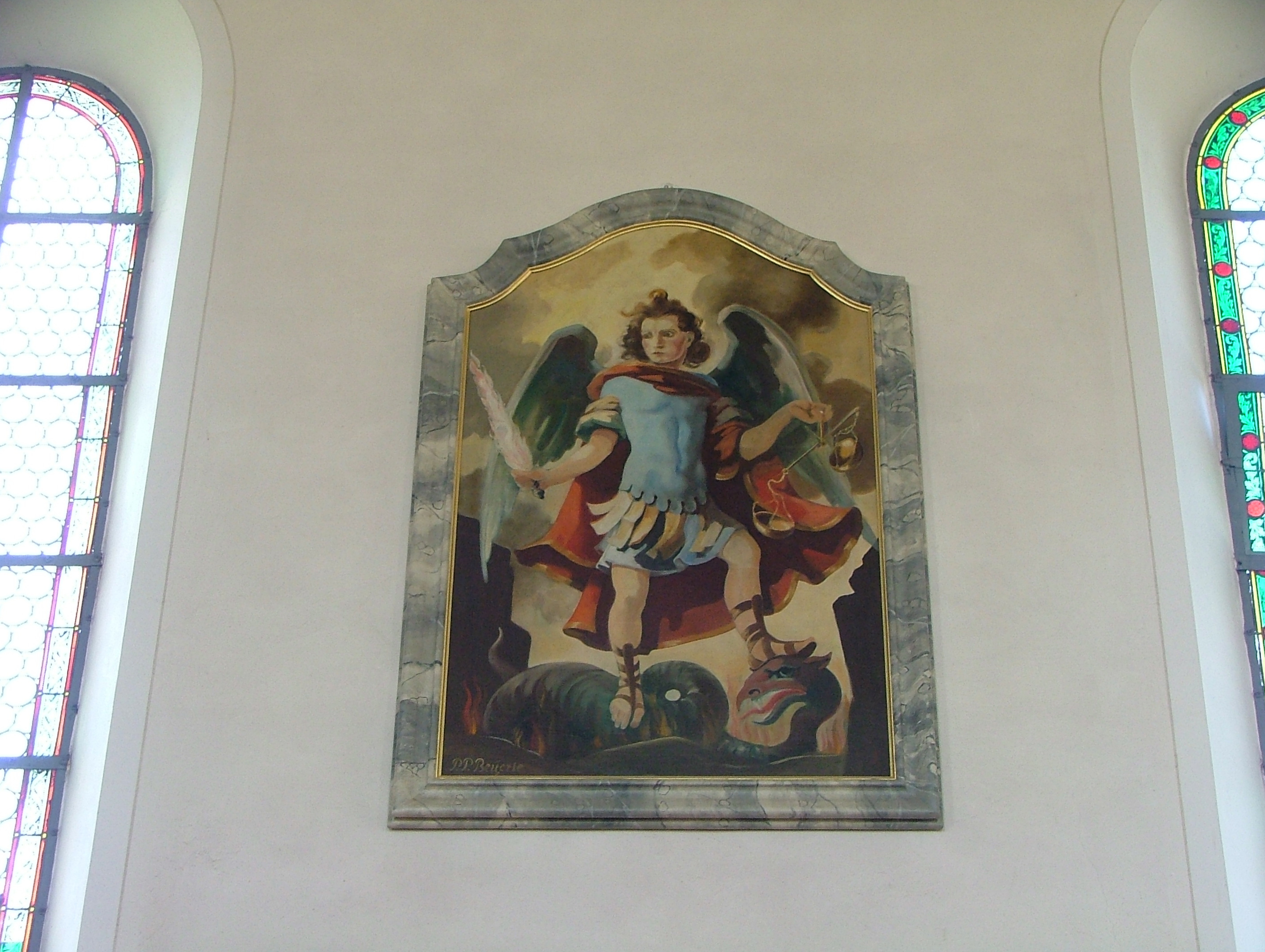
Gemälde Kirche
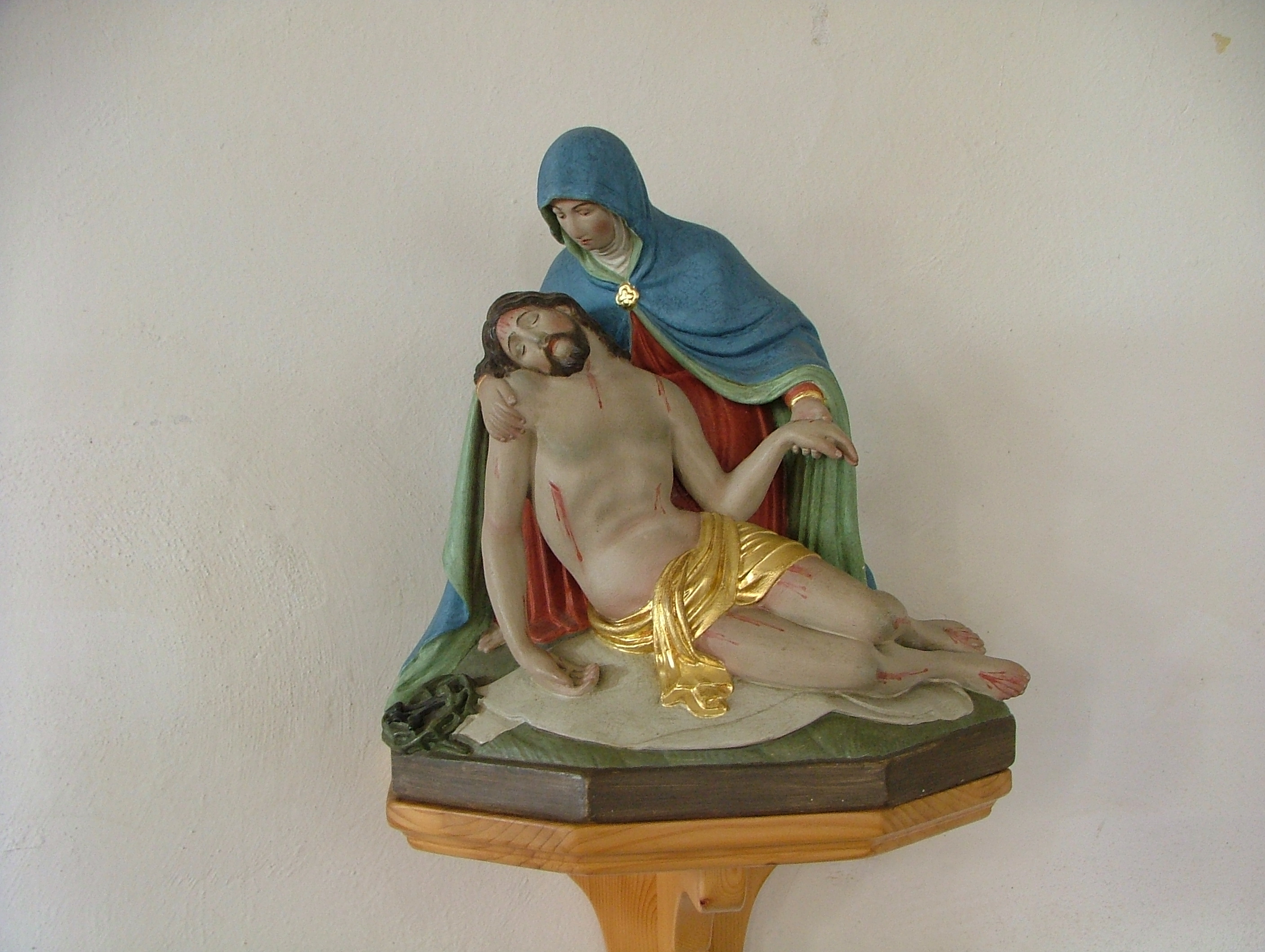
Figur Kirche
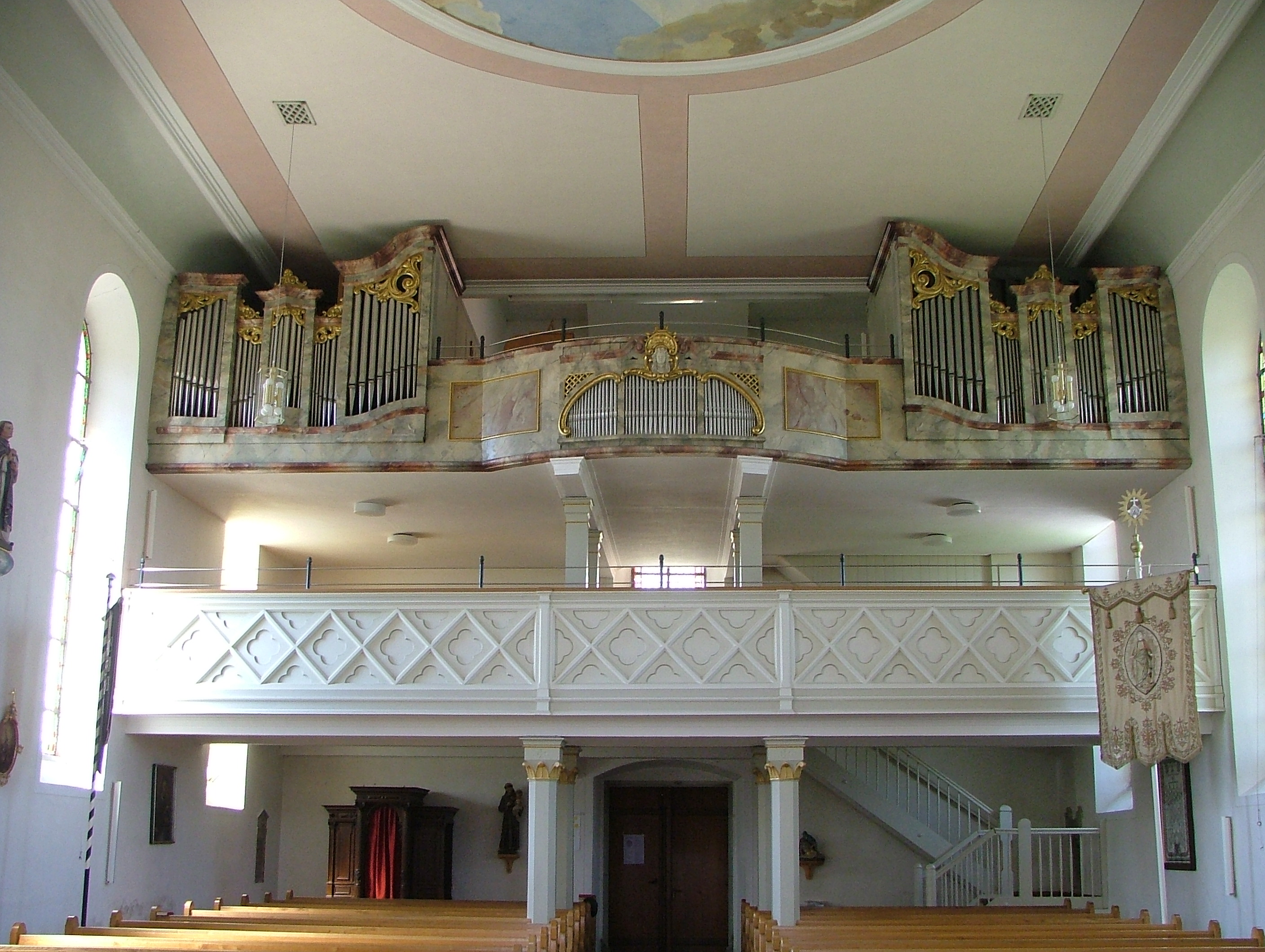
Kirche Empore
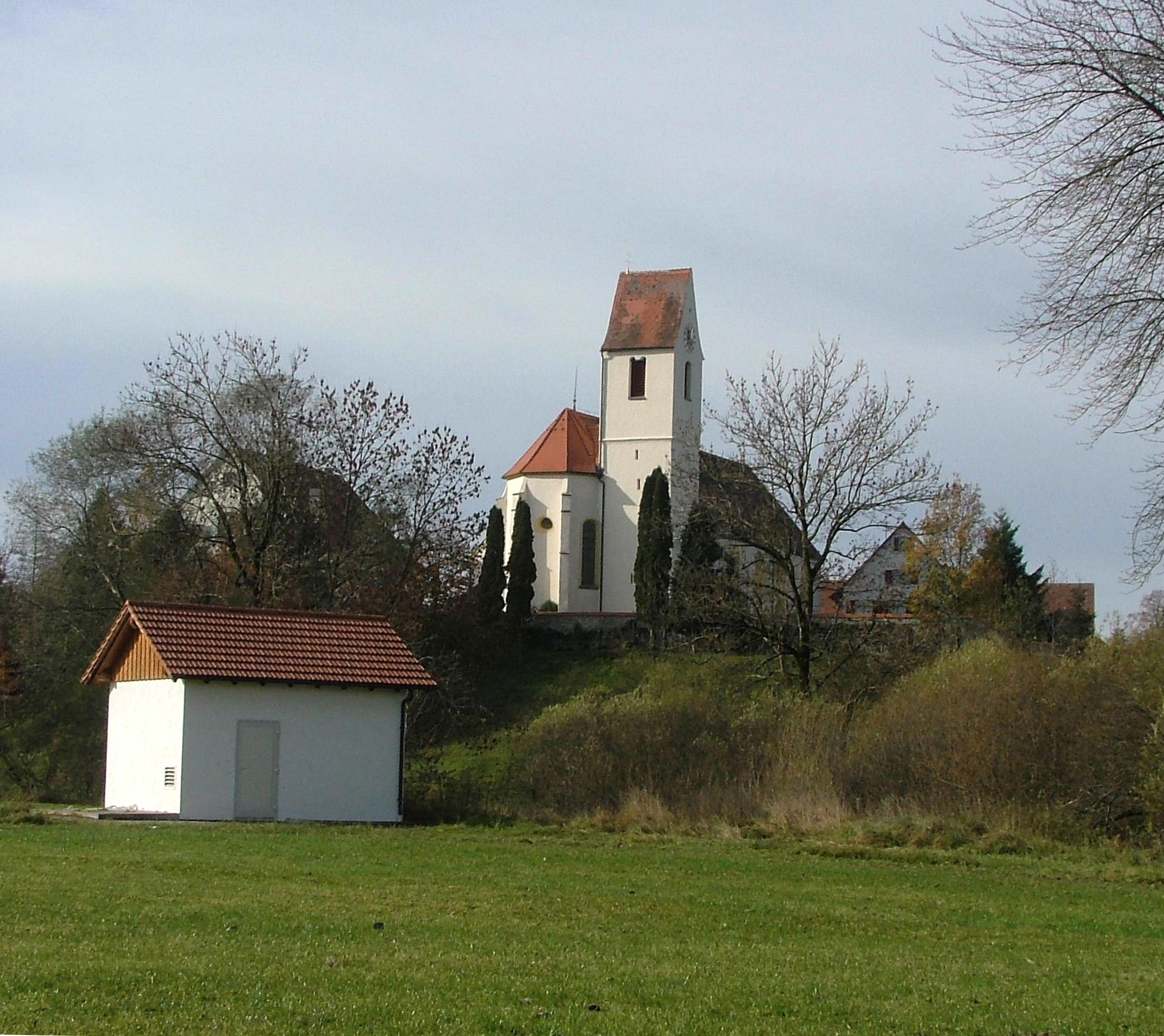
Kirche mit Berg
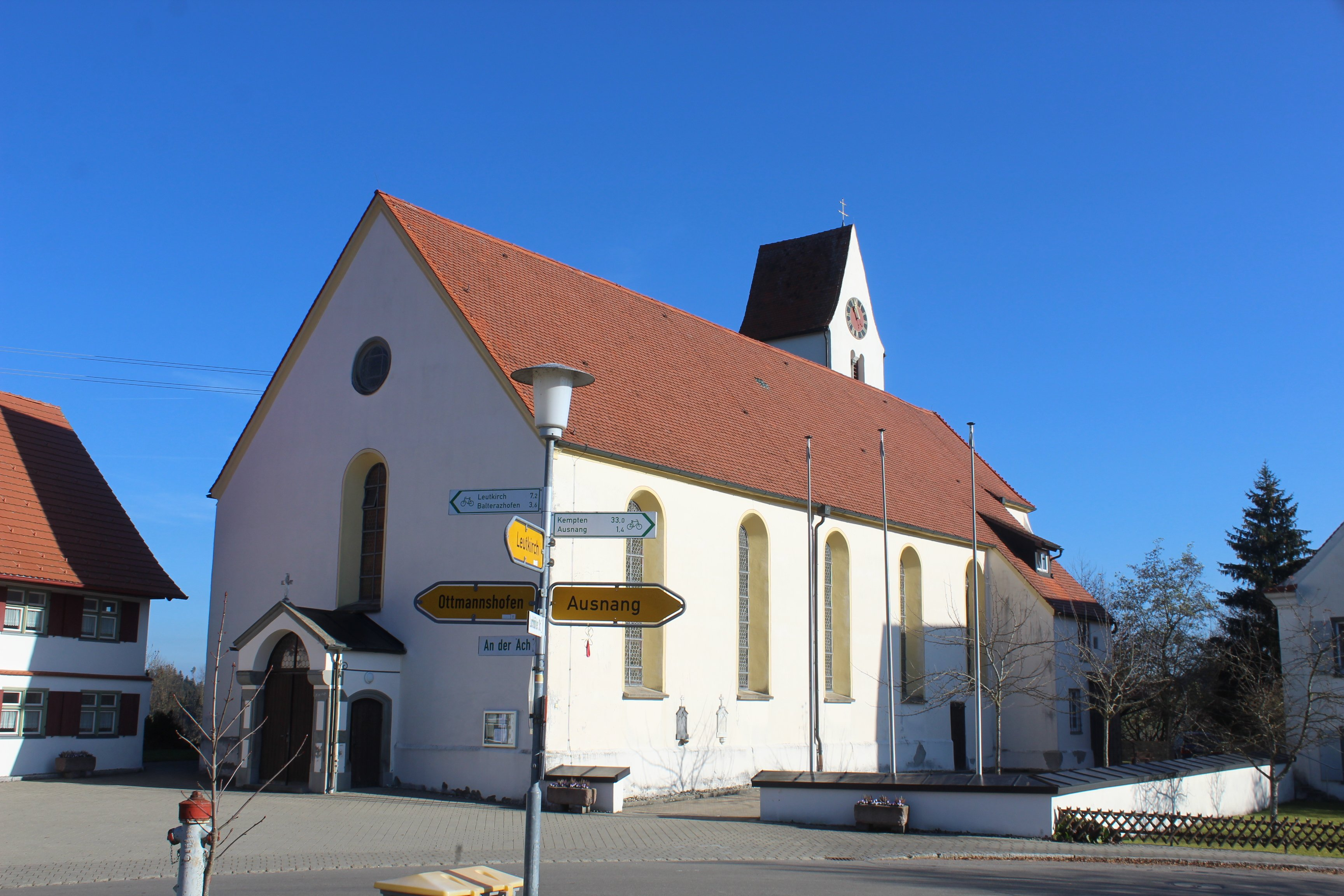
Kirche andere Ansicht

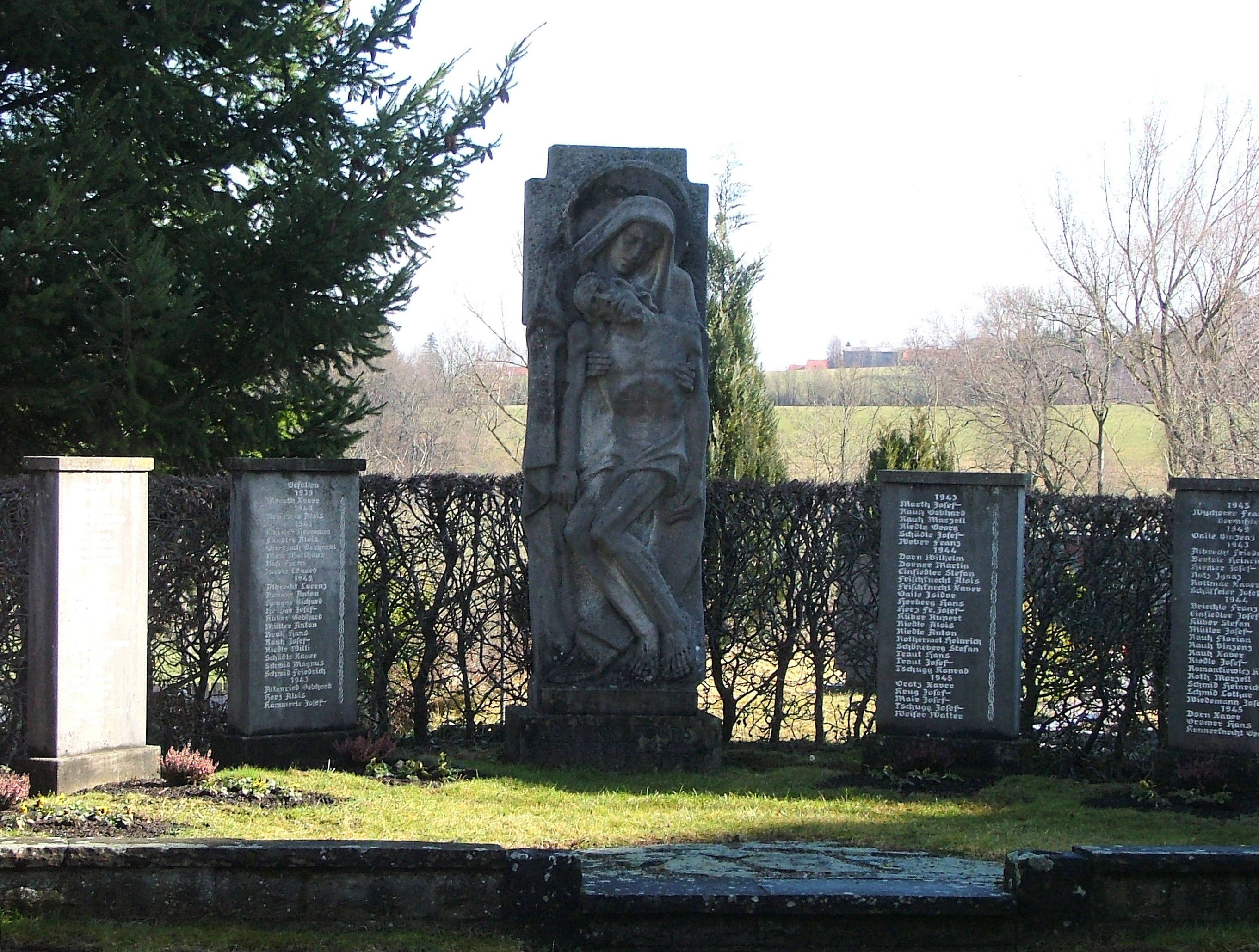
Kriegerdenkmal Hofs

- Kriegerdenkmal Hofs

- Burgstall Rotis  - Burgstall Rotis
- Skulpturenweg Erwin Roth
- Kapelle St. Leonhard

## Bildung
Hofs verfügt über den Franziskuskindergarten im Teilort Hofs und die Grundschule St. Leonhard in Ausnang.

## Infrastruktur

### Verkehr
Die K7913 verläuft durch Hofs und verbindet Hofs im Süden mit Ausnang sowie Ellmeney und der L308, im Norden verbindet sie Hofs mit Bimmlings weiter im Norden mit Ottmannshofen und Aichstetten
Die K7915 endet in Hofs und verbindet Hofs mit Adrazhofen
Die K7914 verbindet den Teilort Ausnang mit Bergs und Legau in Bayern (in Bayern heißt die Straße MN21)
sowie viele andere Straßen und Schleichwege

## Religion

### Kirchengemeinden
St. Gallus und Magnus Hofs (Kirche und Pfarrei 1275 genannt, die spätgotische Kirche wurde 1755 und 1860 erweitert)